# UFC 147
UFC 147: Silva vs. Franklin II è stato un evento di arti marziali miste organizzato dalla Ultimate Fighting Championship che si è tenuto il 23 giugno 2012 al Mineirinho di Belo Horizonte, Brasile.

## Retroscena
L'evento subì notevoli sconvolgimenti per il suo main match: infatti la card doveva inizialmente ospitare il tanto atteso rematch tra Anderson Silva e Chael Sonnen, ma l'incontro venne posticipato a UFC 148, e di conseguenza si pensò inizialmente di spostare la sfida per il titolo dei pesi piuma tra José Aldo ed Erik Koch in questo evento; venne invece organizzato un main match tra Wanderlei Silva e Vítor Belfort e la sfida per la cintura dei pesi piuma rimase schedulata per l'evento UFC 149.
In maggio Vítor Belfort si infortunò in allenamento e di conseguenza venne scelto come sostituto Rich Franklin.
L'evento ospitò anche le finali della stagione brasiliana del reality show The Ultimate Fighter, con la finale dei pesi medi che avrebbe dovuto vedere opposti Daniel Sarafian e Cézar Ferreira, ma Sarafian s'infortunò e venne sostituito dal semifinalista Sergio Moraes.
La finale per la categoria dei pesi piuma vide opposti Rony Mariano Bezerra e Godofredo Pepey.
Per la prima volta nella storia dell'UFC in un evento quale il 147, a causa dei molti cambi negli incontri previsti che ne indebolirono il valore, venne previsto il rimborso totale del biglietto per chi non fosse stato più interessato all'evento dopo i cambi di card.

## Risultati

### Card preliminare
- Incontro categoria Pesi Piuma:  Felipe Arantes contro  Milton Vieira

L'incontro tra Arantes e Vieira terminò in parità (28-29, 29-28, 28-28).
- Incontro categoria Pesi Piuma:  Marcos Vinicius contro  Wagner Campos

Vinicius sconfisse Campos per KO Tecnico (pugni) a 1:04 del terzo round.
- Incontro categoria Pesi Medi:  Thiago Perpétuo contro  Leonardo Mafra

Perpétuo sconfisse Mafra per KO Tecnico (pugni) a 0:41 del terzo round.
- Incontro categoria Catchweight:  Hugo Viana contro  John Teixeira

Viana sconfisse Teixeira per decisione divisa (29-28, 28-29, 29-28).
- Incontro categoria Pesi Medi:  Francisco Drinaldo contro  Delson Heleno

Drinaldo sconfisse Heleno per KO Tecnico (pugni) a 4:21 del primo round.
- Incontro categoria Pesi Piuma:  Rodrigo Damm contro  Anistavio Medeiros

Damm sconfisse Medeiros per sottomissione (strangolamento da dietro) a 2:12 del primo round.

### Card principale
- Incontro categoria Pesi Piuma:  Hacran Dias contro  Yuri Alcantara

Dias sconfisse Alcantara per decisione unanime (29-28, 30-27, 30-27).
- Incontro categoria Pesi Massimi:  Fabrício Werdum contro  Mike Russow

Werdum sconfisse Russow per KO Tecnico (pugni) a 2:28 del primo round.
- Finale del torneo dei Pesi Piuma TUF Brazil:  Rony Jason contro  Godofredo Pepey

Bezerra sconfisse Pepey per decisione unanime (29-28, 29-28, 29-28).
- Finale del torneo dei Pesi Medi TUF Brazil:  Cézar Ferreira contro  Sergio Moraes

Ferreira sconfisse Moraes per decisione unanime (29-28, 30-27, 30-27).
- Incontro categoria Catchweight:  Wanderlei Silva contro  Rich Franklin

Franklin sconfisse Silva per decisione unanime (49-46, 49-46, 49-46).